# 小海坝水库
小海坝水库是中国云南省保山市隆阳区境内的一座水库，位于罗明坝河上，建于1971年。水库正常库容为1350万立方米，集雨面积为14平方千米，海拔为2342.6米。